# Bannockburn (Illinois)
Bannockburn és una població dels Estats Units a l'estat d'Illinois. Segons el cens del 2000 tenia 1.429 habitants.

## Demografia
Segons el cens del 2000, Bannockburn tenia 1.429 habitants, 250 habitatges, i 222 famílies. La densitat de població era de 273,1 habitants/km².
Dels 250 habitatges en un 40,8% hi vivien nens de menys de 18 anys, en un 84% hi vivien parelles casades, en un 3,6% dones solteres, i en un 10,8% no eren unitats familiars. En el 7,2% dels habitatges hi vivien persones soles el 2,4% de les quals corresponia a persones de 65 anys o més que vivien soles. El nombre mitjà de persones vivint en cada habitatge era de 2,96 i el nombre mitjà de persones que vivien en cada família era de 3,11.
Per edats la població es repartia de la següent manera: un 14,6% tenia menys de 18 anys, un 46,7% entre 18 i 24, un 16% entre 25 i 44, un 16,4% de 45 a 60 i un 6,2% 65 anys o més.
L'edat mediana era de 22 anys. Per cada 100 dones de 18 o més anys hi havia 101 homes.
Entorn del 2,3% de les famílies i el 3% de la població estaven per davall del llindar de pobresa.

## Poblacions properes
El següent diagrama mostra les poblacions més properes.